# Église Notre-Dame du Wiesberg
L'église Notre-Dame du Wiesberg est une église située à Forbach, dans le département de la Moselle.

## Histoire
L'église a été construite entre 1965 et 1967 par l’architecte Émile Aillaud dans le quartier du Wiesberg, Fabio Rieti a apporté son savoir-faire de coloriste.
Elle est labellisée « Patrimoine du XXe siècle » en 2013, label qui est remplacé en 2016 par le label « Architecture contemporaine remarquable ».

## Description
Elle dispose d'une volumétrie singulière en spirale, de l'utilisation de la brique et de poutres de la charpente, en bois lamellé-collé. Elle est en forme spiralée construite par un mur de 200 mètres de long.